# Principado
El principado es una forma de gobierno en la que el jefe de Estado es un príncipe. Este modelo de gobierno se dio mucho en la Edad Media y la Edad Moderna en los periodos que abarcan del siglo XV al XVIII;  los principados eran, políticamente hablando, pequeñas regiones que dependían de la metrópolis medieval.
Históricamente, los principados surgieron durante la Edad Media como parte del sistema feudal, donde los príncipes locales adquirían un poder significativo dentro del dominio real. Esto condujo a la fragmentación política y a la creación de miniestados. Con el tiempo, muchos de estos principados se consolidaron en reinos e imperios más grandes , mientras que otros mantuvieron su independencia y prosperaron.
Los principados soberanos que existen en la actualidad incluyen Liechtenstein, Mónaco y el coprincipado de Andorra. Además, algunas primogenituras reales, como la de Asturias en España, se denominan principados. El término también se usa de forma genérica para designar pequeñas monarquías gobernadas por un monarca de rango inferior al de un rey, como un gran duque. 
Los principados han desempeñado un papel importante en la historia europea, en particular dentro del Sacro Imperio Romano Germánico, y han perdido popularidad con el desarrollo del nacionalismo en los siglos XIX y XX. El concepto de principado también se ha aplicado de diversas formas en diferentes regiones y períodos históricos.

## Diferencias y similitudes entre un reino y un principado
Un reino y un principado son ambos dos tipos de gobernanza territorial, pero difieren en términos de su estructura política, escala y la naturaleza de los gobernantes. A pesar de estas diferencias, ambos son modelos históricos de gobernanza que comparten algunas características clave, como la centralización del poder y la existencia de un monarca o gobernante a la cabeza del sistema político.

### Definición y alcance
Un reino típicamente se refiere al período durante el cual un monarca o una familia gobernante ejerce control sobre un territorio específico o un reino. El término "reino" no está necesariamente vinculado a un tipo específico de gobierno, sino que se refiere a la duración del reinado de un monarca. Un reino puede abarcar un imperio, un reino o incluso una teocracia, y puede variar considerablemente en tamaño y poder.
Un principado, por otro lado, es generalmente un territorio más pequeño y semiindependiente o un estado gobernado por un príncipe. El término se usa con frecuencia para describir regiones o estados más pequeños que los reinos o imperios. El monarca de un principado es llamado príncipe o princesa, y el tamaño de un principado puede variar desde un pequeño estado-ciudad hasta un poder regional más grande. El gobierno de un principado generalmente se caracteriza por un alcance más limitado de autoridad en comparación con un reino.

### Tamaño y poder
El tamaño y poder de un reino o imperio puede variar considerablemente. Un reino puede ser un imperio vasto, como el Imperio Romano, o un reino como el Reino de Francia. Los imperios suelen ser mucho más grandes que los principados y a menudo tienen poblaciones y territorios diversos que abarcan múltiples regiones o continentes.
En cambio, un principado es mucho más pequeño. Históricamente, los principados eran a menudo estados más pequeños que podrían haber sido vasallos o territorios semiautónomos dentro de un reino o imperio más grande. Por ejemplo, el Principado de Mónaco es un pequeño estado soberano ubicado en la costa mediterránea, que mantiene su propio gobierno, pero es más pequeño e influyente en comparación con el Reino de Francia, con el cual Mónaco ha estado históricamente vinculado.

### Gobernantes y títulos
Los gobernantes de tanto reinos como principados son monarcas, pero sus títulos difieren. En un reino, el jefe de Estado es típicamente un rey o reina, y el monarca ejerce un poder absoluto o casi absoluto, dependiendo del sistema político (monarquía absoluta vs. monarquía constitucional). Un reino suele ser gobernado por una dinastía, y el trono generalmente pasa por sucesión hereditaria.
En un principado, el gobernante suele ser un príncipe, y el título no implica el mismo nivel de poder que el título de un rey. Los gobernantes de los principados generalmente tienen menos autoridad que los reyes y pueden ejercer poder dentro de un área geográfica más limitada. El Príncipe de Liechtenstein es un ejemplo de un príncipe actual que gobierna un pequeño principado. Aunque el principado tiene soberanía, los poderes del príncipe son a menudo más simbólicos o ceremoniales, particularmente en los principados constitucionales.

### Ejemplos de reinos
Existen numerosos ejemplos históricos de reinos, que van desde vastos imperios hasta pequeños reinos. El reinado de Luis XIV en Francia, conocido como el Rey Sol, es un ejemplo icónico de un reinado largo y poderoso. Luis XIV centralizó el poder político en Francia, estableciendo una monarquía absoluta. Su reinado duró más de setenta años, desde 1643 hasta 1715, y durante este período, Francia fue una de las naciones más poderosas e influyentes de Europa.
De manera similar, el Reinado de la Reina Victoria en Gran Bretaña (1837-1901) marcó el apogeo del Imperio Británico, que llegó a ser el imperio más grande de la historia. El reinado de la Reina Victoria supervisó la vasta expansión de los territorios británicos a través del mundo, convirtiendo al imperio en una fuerza dominante en la política mundial.

### Ejemplos de principados
Los principados suelen ser mucho más pequeños que los reinos y generalmente se encuentran en regiones donde la autonomía política es más alcanzable. El Principado de Mónaco, por ejemplo, es un pequeño estado soberano ubicado en la costa francesa. A pesar de su tamaño, Mónaco tiene su propio gobierno, sistema legal y ejército. El Príncipe de Mónaco, actualmente Príncipe Alberto II, tiene tanto poder simbólico como algunos poderes ejecutivos, aunque gran parte del gobierno es gestionado por funcionarios electos del estado.
El Principado de Liechtenstein, ubicado entre Suiza y Austria, es otro ejemplo. Es un estado sin salida al mar con una población de alrededor de 38,000 habitantes. El Príncipe de Liechtenstein tiene un poder político significativo, aunque el país opera bajo una monarquía constitucional, en la que el príncipe desempeña un papel importante en la política exterior, mientras que la gobernanza diaria está a cargo de un sistema parlamentario.

### Similitudes entre un reino y un principado
A pesar de las diferencias en tamaño y naturaleza de los gobernantes, tanto los reinos como los principados comparten ciertas características:
- Ambos sistemas están generalmente encabezados por un monarca, ya sea un rey o un príncipe.
- En ambos casos, el poder tiende a estar centralizado en manos del gobernante o de una familia gobernante, especialmente en monarquías absolutas. Incluso en sistemas constitucionales, el monarca conserva autoridad simbólica o ceremonial.
- En muchos casos, tanto los reinos como los principados siguen una sucesión hereditaria, donde la posición de monarca pasa de una generación a la siguiente dentro de una familia real.
- Tanto un reino como un principado son territorios gobernados por un solo líder o familia. Si bien el tamaño y la influencia de estos territorios difieren, el concepto de una entidad política unificada dirigida por un monarca es común a ambos.

## Principados actuales

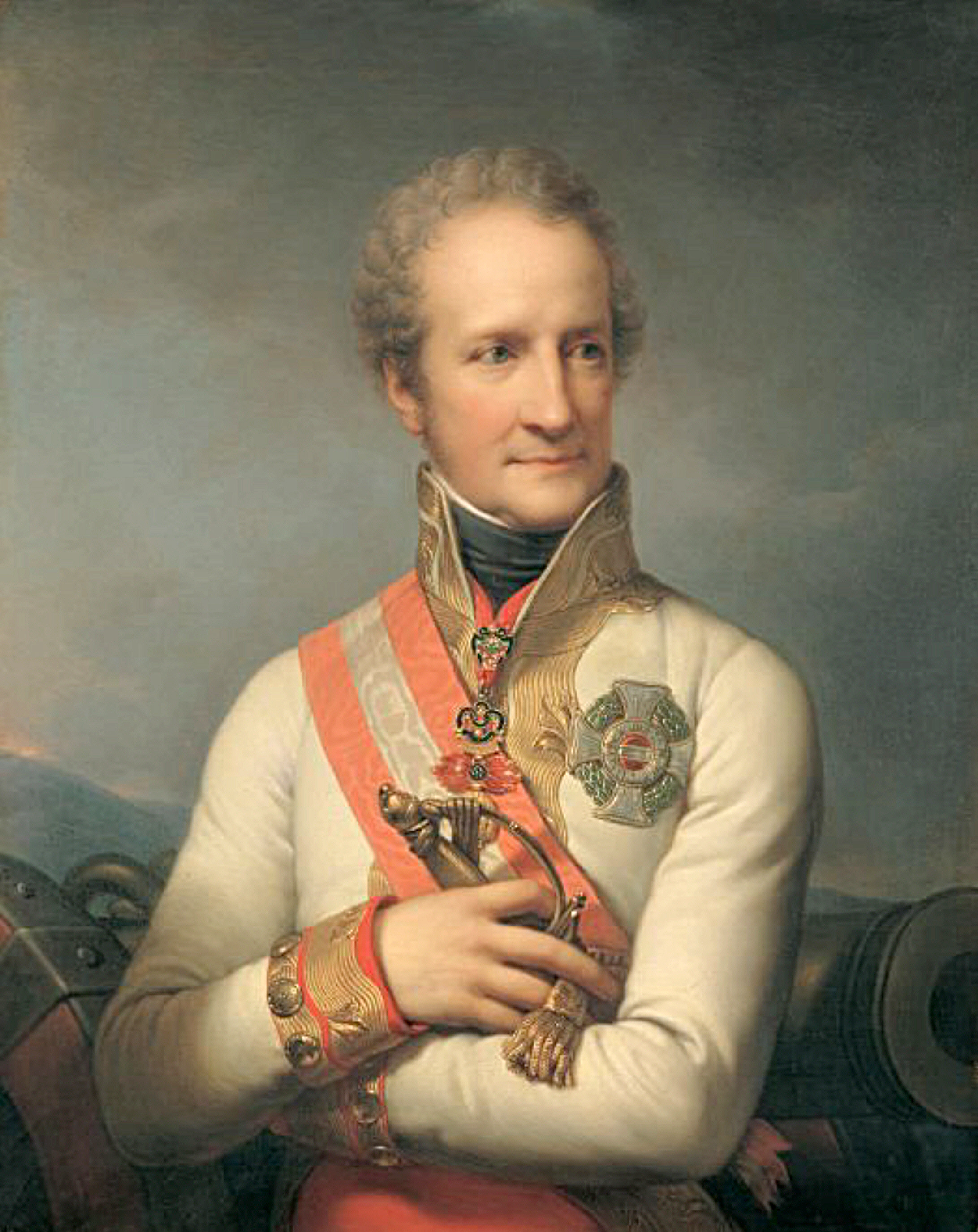
Retrato del Príncipe Juan I José, (1805-1836), último príncipe de Liechtenstein antes del fin del Sacro Imperio Romano Germánico.

En la actualidad existen, entre otros, los siguientes principados:  Liechtenstein, Mónaco y Andorra.
Por motivos históricos, también forma parte del nombre oficial de la comunidad autónoma española del Principado de Asturias y de la denominación extraoficial de la nación constituyente británica del Principado de Gales. Los títulos de príncipe de Asturias y príncipe de Gales son ostentados por los herederos a las coronas de España y el Reino Unido, respectivamente.
También encontramos otros tipos de principados, como el de Cataluña, el cual recibió este nombre durante la existencia de la Corona de Aragón y estuvo plenamente vigente hasta el siglo XIX. Sin embargo, en el   Real Decreto de 30 de noviembre de 1833 por el que se establece la división provincial de España de Javier de Burgos, el único principado que se menciona es el de Asturias, mencionándose a Cataluña simplemente así. 
En la actualidad existen tres Estados soberanos con el rango de principado, en los que el príncipe es el jefe del Estado. Son:
- Andorra - Principado de Andorra[11]
- Liechtenstein - Principado de Liechtenstein
- Mónaco - Principado de Mónaco.

Además,  dos regiones históricas mantienen la institución a título meramente honorífico, parte de dos Estados monárquicos, siendo el príncipe el sucesor del trono de los mismos. Son:
- Asturias - Principado de Asturias (España)
- Gales - Principado de Gales (Reino Unido).

## Principados históricos

### Principado de Antioquía
Se denomina Principado de Antioquía a uno de los Estados Cruzados en Tierra Santa. En la Primera Cruzada, el príncipe Bohemundo de Tarento realizó una victoriosa campaña militar para recuperar territorios que Bizancio había perdido frente al avance musulmán. Sin embargo, una vez acabada su campaña con la toma de Antioquía, Bohemundo retuvo el territorio, creando este principado.

### Principado de Capua
El Principado de Capua era un Estado independiente de facto, a veces un vasallo del Imperio bizantino o del Sacro Imperio, en el sur de Italia entre los siglos VIII y XII. Su capital epónima era la ciudad de Capua.

### Principado de Cataluña
El Principado de Cataluña, el cual recibió este nombre durante la existencia de la Corona de Aragón y estuvo plenamente vigente hasta el siglo XIX. Sin embargo, en el   Real Decreto de 30 de noviembre de 1833 por el que se establece la división provincial de España de Javier de Burgos, el único principado que se menciona es el de Asturias, mencionándose a Cataluña simplemente así.

### Principado de Galilea
El Principado de Galilea fue uno de los cuatro seigneuries del Reino de Jerusalén cruzado, según Juan de Ibelin, el comentarista del siglo XIII. El principado mismo fue centrado alrededor de Tiberíades, a orillas del Mar de Galilea, pero al sumarle los territorios vasallos, el dominio abarcó a toda Galilea y la Fenicia meridional (actualmente el Líbano). El Principado tuvo entre sus vasallos a los Ducados de Beirut, Nazaret y Haifa, los cuales muchas veces tuvieron un número descomunal de subvasallos. La ciudad independiente de Sidón estuvo en medio de las tierras galileas. Hay razones para dudar de la posición de Galilea como el señor de algunos  de tales territorios.

### Principado de Viana
El principado fue creado por Carlos III de Navarra para su nieto Carlos de Trastámara, heredero del Reino de Navarra, el 20 de enero de 1423. El título sigue actualmente en uso, recayendo este sobre la heredera al trono del Reino de Navarra, Doña Leonor de Borbón, Princesa de Asturias, Princesa de Gerona y Princesa de Viana.

### Principado de Gerona
El principado que acaeció entre el siglo X y el siglo XX en estas tierras, fue denominado Principado Real Comunitario Geronés. El título sigue actualmente en uso, recayendo este sobre la heredera al trono de la Corona de Aragón, Doña Leonor de Borbón, Princesa de Asturias y Princesa de Gerona.

### Principado de Kiev
El Principado de Kiev o Rus' de Kiev fue el primer Estado eslavo oriental, dirigido desde la ciudad de Kiev, ahora en Ucrania, desde aproximadamente 880 hasta mediados del siglo XII. Los reinados de Vladimir el Grande (980-1015) y su hijo Yaroslav I el Sabio  (1019-1054) supusieron la edad de oro de Kiev, que vio la aceptación del cristianismo ortodoxo y la creación del primer código legal escrito en lengua eslava, el Ruskaya Pravda.

### Principado de Lucca y Piombino
El Principado de Lucca y Piombino se constituyó el 23 de junio de 1805 por petición del Senado de Lucca comoPrincipado de Lucca y Piombino, que se asignó a la hermana de Napoleón Bonaparte Elisa Bonaparte y a su marido Felice Baciocchi.

### Principado de Moscú
Moscovia o Principado de Moscú fue el nombre del Estado ruso entre los siglos XIV y XVI. El Gran Principado de Moscú, como se le conoce en los documentos rusos, fue el sucesor del Rus de Kiev en sus territorios septentrionales y el predecesor del Zarato Ruso, que a su vez precedió al Imperio ruso.

### Principado de Orange
El Principado de Orange fue un feudo del Sacro Imperio Romano Germánico fundado en 1173 a partir del condado de Orange. De 1431 a 1544 fue independiente y desde entonces perteneció al Reino de Francia. Fue disuelto finalmente en 1713 en virtud del Tratado de Utrecht.

### Principado del Pindo y Voivodía de Macedonia
El Principado del Pindo y Voivodía de Macedonia fue un Estado autónomo durante la Segunda Guerra Mundial bajo el control de Italia. El Pindo es una región montañosa en Grecia del Norte y en la parte meridional de Albania y Macedonia del Norte, habitada por valacos (aromunes), meglenorrumanos y macedonios.

### Principado de Serbia
El Principado de Serbia fue un Estado que existió entre los años 1815 y 1882. Fue fundado después de la Segunda insurrección serbia y existió hasta 1882, cuando fue proclamado el Reino de Serbia.

### Principado de Sperlinga
El Principado de Sperlinga fue un Estado que existió entre los años 1597 y 1658. Fue fundado después de Giovanni I Natoli de Sperlinga y existió hasta 1597, cuando fue proclamado el Reino de Natoli.

### Principado de Tarragona
Recibió el nombre de Principado de Tarragona una concesión de gobierno feudal otorgada por el obispo San Olegario en 1128 a Roberto de Aguiló con autorización del Papa, como donación efectuada por Ramón Berenguer III, conde de Barcelona, para repoblar y hacer fructíferas las tierras de la antigua sede tarraconense y el campo de Tarragona de su entorno, que habían quedado despobladas durante la dominación musulmana.
A la muerte del obispo concesionario, Oleguer de Barcelona, las donaciones habían de ser pactadas de nuevo, y el obispo que le sucedió, Bernardo Tort, propuso un nuevo acuerdo de cesión, cuyos términos no satisficieron a Roberto de Aguiló. El nuevo arzobispo, con la aprobación del papa León IX, restituyó el gobierno de estas tierras al dominio del conde Ramón Berenguer IV de Barcelona en 1151.

### Principado de Vladímir-Súzdal
El Principado de Vladímir-Súzdal, Gran Ducado de Vladímir-Súzdal  o Rus de Vladímir-Súzdal fue uno de los grandes principados que sucedieron a la Rus de Kiev como principal potencia eslava desde finales del siglo XII hasta las postrimerías del siglo XIV. Considerado tradicionalmente como la cuna del idioma y la nacionalidad rusas, Vladímir-Súzdal evolucionaría gradualmente hasta transformarse en el Gran Principado de Moscovia.

### Principado de Sedan
El Principado de Sedan, se sitúa en la provincia de las Ardennes, Francia. 
Sedán (Ardenas) fue sede de un principado incorporado al reino de Francia a partir de 1642. En los siglos XVIII y XIX, Sedán fue uno de los mayores centros de la industria… Champaña-Ardenas (redirección desde Champagne (Francia)) Champaña, Argonne y del principado de Sedán. Durante el siglo XX, Champaña-Ardenas fue escenario de importantes batallas de la Primera y Segunda guerras mundiales.

## Principados eclesiásticos del Sacro Imperio Romano Germánico
Durante el Sacro Imperio Romano Germánico hubo muchos príncipes-arzobispos y príncipes-obispos. Por ejemplo en Salzburgo, Maguncia, Colonia, Magdeburgo, Ratisbona, Lieja, Basilea, Cambrai, Metz, Verdún, Ginebra, Lausana, Trento,  Utrecht, Olomouc.

## Principados en Rusia
En la historia rusa, el término "principado", y a veces ducado, se utiliza para el término ruso knyazhestvo, un territorio gobernado por un kniaz.